# Polygala revoluta
Polygala revoluta är en jungfrulinsväxtart som beskrevs av Gardn.. Polygala revoluta ingår i släktet jungfrulinssläktet, och familjen jungfrulinsväxter. Inga underarter finns listade i Catalogue of Life.